# Древнерусские каменные кресты

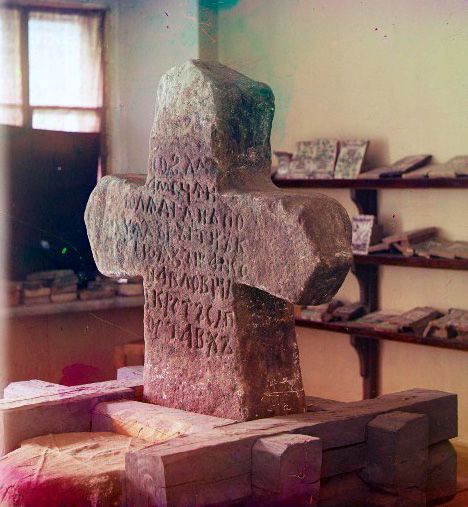
Стерженский крест. Фото: Прокудин-Горский, 1910 год

Каменные кресты являются памятниками монументальной скульптуры. В Древней Руси в XIV—XVI в. были наиболее распространены типы четырёхконечных крестов и крестов «в круге», характерные для Новгорода и его ближайшей округи. В Новгородской земле они появляются в XII в., впоследствии распространяясь здесь и в Псковской земле в XIV—XVII веках.
Кресты устанавливались как отдельные памятники (намогильные кресты, обетные кресты) или вкладывались в стены церквей (более всего в Новгороде). Несколько каменных крестов, установленных в каком-либо почитаемом месте (возле источника, рядом с часовней) составляли культовый комплекс .
Каменные кресты — важные памятники средневековой эпиграфики (Воймерицкий, Стерженский кресты XII в.), крест кузнеца Савы Тарасина XV из д. Войносолово.

### Закладные кресты
Закладные кресты появляются в Новгороде в церкви Входа в Иерусалим 1336-37 гг. (церковь не сохранилась, один из крестов и ниша для второго обнаружены при раскопках в 2011—2012 гг.). Крест был вложен снаружи алтарной стены церкви Фёдора Стратилата 1360 года. В последующий период почти все построенные церкви имели такие кресты, в частности Церковь Спаса на Ильине, Иоанна Богослова на Витке и Рождества Богородицы на Михалице. По мнению Е. Солениковой, кресты как часть декора пришли из Западной Европы, где они появились в XIII веке. В отличие от других элементов декора, закладные кресты, как правило, располагаются асимметрично и не связаны с конструктивными элементами здания. В XIV — начале XV вв. они располагались на высоте роста человека и имели рельефные изображения креста в средокрестии и рельефные ободки по краю. Согласно В. В. Суслову, эти кресты ставились «на поклонение правоверным людям» и назывались поклонными. И. А. Шляпкин считал, что такие кресты происходят от особой формы «обетного» креста.

## Отдельные кресты Новгородской Земли
- Стерженский крест новгородского посадника Иванко Павловича 1133 г.
- т. наз. Труворов крест
- Воймерицкий крест мастера Славона (из с. Воймерицы) XII в.
- Крест архиепископа Алексея (вторая пол. XIV в.).
- Нерльский крест XII в.[7]
- Смолеговицкий крест[8]